# Dietrich Siegfried Clässen
Dietrich Siegfried Clässen (* 4. November 1685 in Frankfurt (Oder); † 16. Dezember 1743 in Herborn) war Professor der Theologie und Rektor des Friedrich-Werderischen Gymnasiums in Berlin.
1710 wurde er Konrektor der reformierten Friedrichsschule in Frankfurt (Oder), 1713 Rektor des Friedrich-Werderischen Gymnasiums in Berlin. Seit 1714 wirkte er in Berlin auch als Prediger. 1720 wurde er Professor an der Viadrina in Frankfurt (Oder). 1726 war er Hofprediger und Konsistorialrat in Küstrin, 1732 reformierter Prediger in Stolp, dann Professor, Hofprediger und Vize-Generalsuperintendent in Herborn. 
Die Trauerreden auf den Pastor der reformierten Kirche und Professor der Theologie in Frankfurt (Oder) Philipp Ouseel (1671–1724) sowie dessen Frau sind im Stadtarchiv von Frankfurt (Oder) erhalten (STA FF, IV 87).